# Biała Waka (rejon wileński)
Biała Waka (lit. Baltoji Vokė) – wieś na Litwie, w okręgu wileńskim, w rejonie wileńskim, w gminie Pogiry, nad Waką i przy drodze magistralnej A19 (obwodnicy Wilna). Graniczy z Wilnem.
Znajduje się tu Wileńskie Centrum Szkolenia Agroekologicznego.

## Historia
Pod zaborami majątek ziemski (folwark); w II Rzeczypospolitej majątek ziemski i osada fabryczna. W XIX i w początkach XX w. położona była w Rosji, w guberni wileńskiej, w powiecie wileńskim, w gminie Rudomino. Stanowiła wówczas siedzibę okręgu wiejskiego. Była własnością Radziwiłłów, później Łęskich.
Po I wojnie światowej pod administracją polską, w Zarządzie Cywilnym Ziem Wschodnich. W latach 1920–1922 w składzie Litwy Środkowej.
Od 11 kwietnia 1922 leżała w Polsce, w województwie wileńskim, w powiecie wileńsko-trockim, w gminie Rudomino. W 1931 miejscowość liczyła:
- majątek – 135 mieszkańców, zamieszkałych w 9 budynkach,
- osada fabryczna – 25 mieszkańców, zamieszkałych w 4 budynkach[3].

Po II wojnie światowej w granicach Związku Sowieckiego. Od 1991 na niepodległej Litwie.

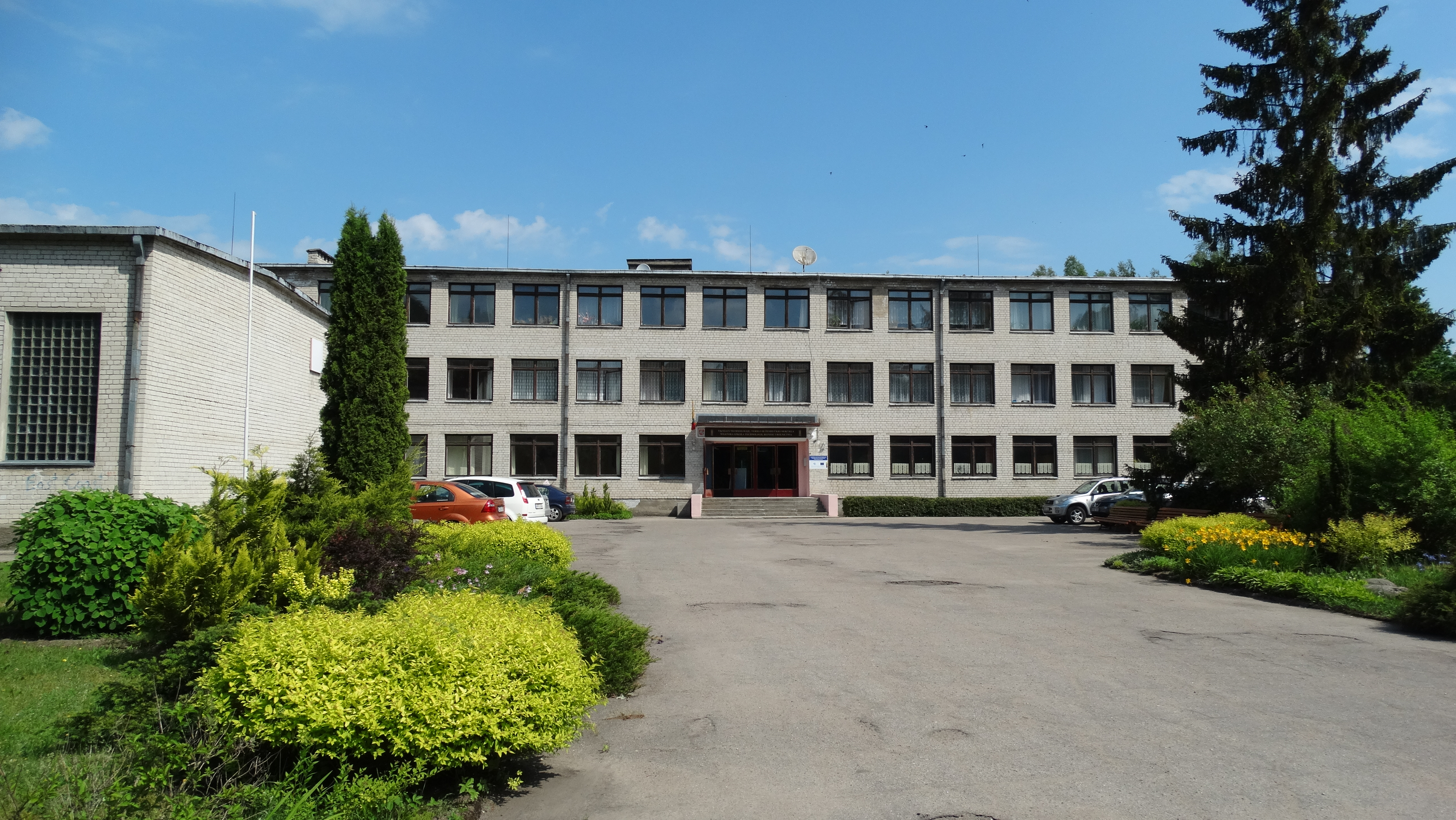
Wileńskie Centrum Szkolenia Agroekologicznego
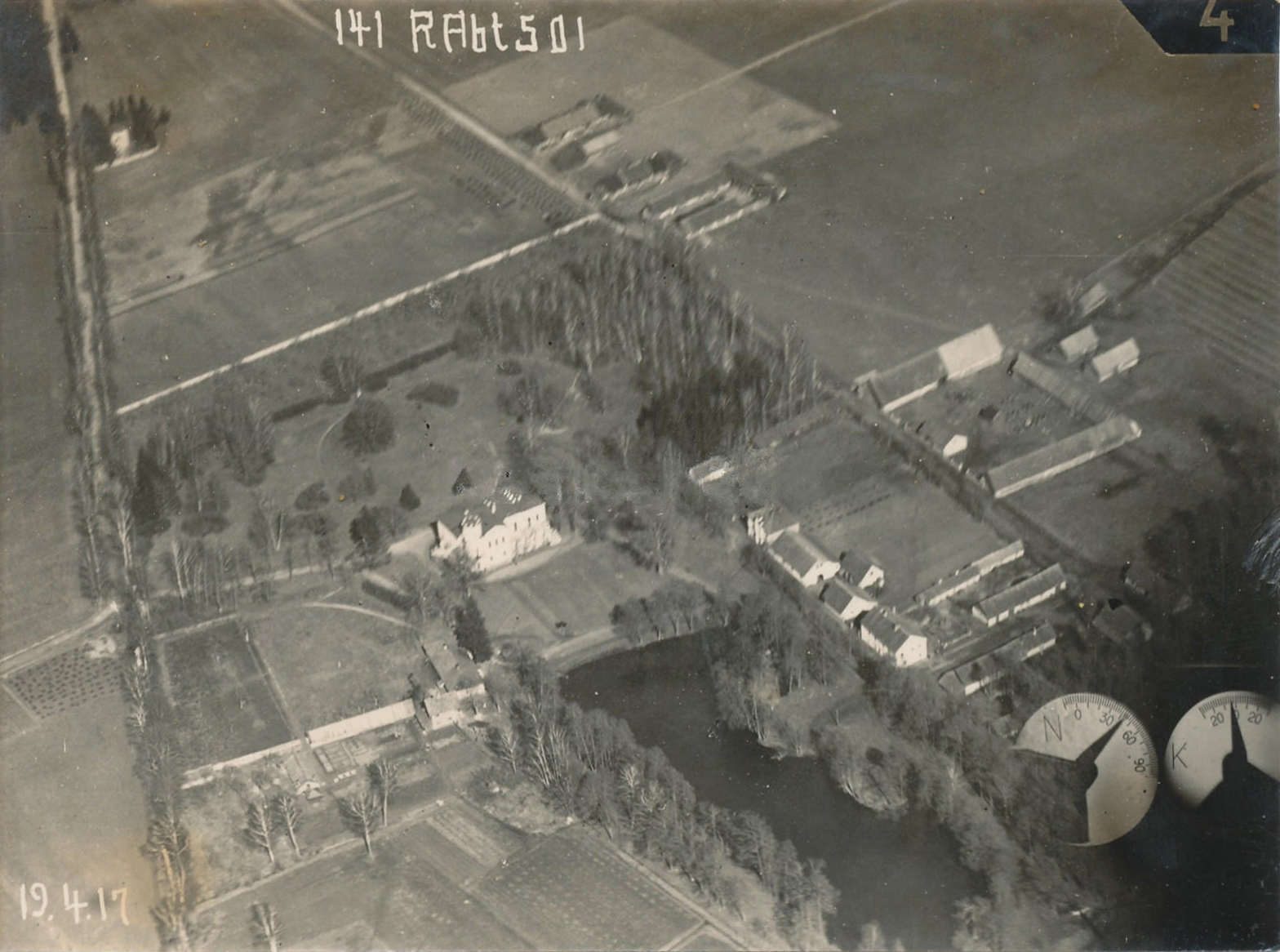
Biała Waka w 1917